# Triángulo de coral
El Triángulo de coral es un área marítima tropical situada en el Pacífico, en la convergencia del Sudeste Asiático y de Oceanía, que incluye aguas de seis países: Indonesia, Malasia, Papúa Nueva Guinea, Filipinas, Islas Salomón y Timor Oriental. Es el sitio con más biodiversidad marina del mundo: en él viven 76 % de las especies de coral conocidas, 6 de las 7 especies existentes de tortugas marinas y al menos 2228 especies de peces de arrecifes, lo que le ha valido el sobrenombre de criadero o cuna de los mares o de "Amazonas de los mares". Es también un importante área de reproducción y de tránsito de los atunes. De la gran diversidad biológica de este ecosistema depende la economía y la subsistencia directa de más de 126 millones de personas.

## Delimitación
La superficie total del Triángulo de coral es de 6 000 000 km². Para delimitarlo, los científicos y los conservacionistas tomaron en cuenta solo áreas marinas que contienen al menos 500 especies constructoras de coral y una biodiversidad excepcionalmente alta. Por ello no es de extrañar que el Triángulo de coral se solape con amplías zonas de cuatro puntos calientes de biodiversidad (hotspots):
- Con Sondalandia comparte la costa oriental de Borneo, la costa norte de Java, el extremo este de Sumatra y la isla de Bali
- Con el hotspot de Filipinas comparte la mayor parte de la costa occidental y meridional (casi todas las Bisayas y Mindanao)
- La casi totalidad de Wallacea
- La mitad occidental de la Melanesia oriental (archipiélago Bismarck, Bougainville e islas Salomón)

## Geografía
El Triángulo de coral incluye 18 500 islas de las que solo unas pocas miles son habitadas. Con 132 000 km lineales de costas, las actividades terrestres desarrolladas en las islas dependen estrechamente de las actividades implantadas en aguas costeras, y solo el centro de las grandes islas como Nueva Guinea se libran de esta dependencia. De igual manera, la vida biológica de los fondos marinos del Triángulo se establece sobre la base de intercambios íntimos entre fosas profundas y plataformas costeras de poca profundidad donde abundan los manglares y las praderas marinas.
El clima del Triángulo de coral es cálido y húmedo todo el año, con altas precipitaciones (entre 2000 y 6000 mm al año), y las estaciones se reparten entre una estación seca y una lluviosa. El centro de las grandes islas suele constar de altas montañas, muchas de ellas alcanzando más de 2000 m de altitud, con laderas cubiertas de selva umbrófila con una alta biodiversidad.
Dado que el Triángulo de coral se encuentra entre el océano Pacífico y el océano Índico, y entre dos continentes, Asia y Australia, la acción de las corrientes marinas que fluyen en la región podría explicar su papel determinante en la concentración y dispersión de la alta biodiversidad que la caracteriza. Esta situación única permitiría al Triángulo "capturar" larvas transportadas por la corriente Ecuatorial del Norte y la corriente Ecuatorial del Sur, las dos mayores corrientes marinas que allí convergen, enriqueciendo y aportando más heterogeneidad a su alta biodiversidad tropical. Estos elementos biológicos serían a su vez dispersados hacia otras latitudes por las corrientes que se alejan del Triángulo: hacia el norte y Japón por la corriente de Kuroshio, hacia el sur gracias al Indonesian throughflow (ITF) que atraviesa el Triángulo hacia el océano Índico y a la corriente de Leeuwin que baja bordeando la costa oeste de Australia, y hacia el mar de Coral y la costa este de Australia por la corriente de Australia Oriental.

## Fauna

### Especies de corales

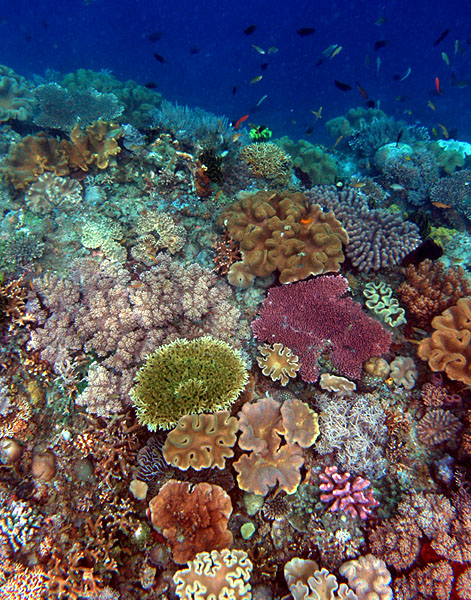
Arrecife de coral en la costa norte de Timor Oriental.

605 de las 798 especies de coral conocidas en el mundo se encuentran en el Triángulo de coral. El epicentro de esta diversidad coralina se sitúa en el noroeste de la isla de Nueva Guinea, en la península de Doberai (provincia indonesia de Papúa Occidental), que alberga 574 especies coralinas (95 % del Triángulo de coral y 72 % de las especies conocidas en el mundo). Solo en el archipiélago de las islas Raja Ampat, viven 553 especies de coral. Los arrecifes de coral del Triángulo cubren más de 100 000 km², el 30 % de los arrecifes de coral del mundo.

### Peces de arrecifes de coral
El Triángulo de coral alberga una diversidad de peces de arrecifes única en el mundo: 37 % (2228 especies) de las 6000 especies conocidas en el mundo viven entre sus límites, de las que 8 % son especies endémicas. El nivel de endemismo es particularmente alto en las islas menores de la Sonda, la península de Doberai, Papúa Nueva Guinea, las islas Salomón y en la parte central de las islas Filipinas.
Allí se encuentran por ejemplo el pez loro de cabeza jorobada y el pez Napoleón. La región es un lugar donde muchos peces migratorios, atraídos por la abundancia en plancton, descansan para hacer reservas de alimentos, como el tiburón ballena y la mantarraya.
Mención aparte se merece el atún. El Triángulo de coral se encuentra en una importante ruta de migración de los atunes y es, junto con ciertas áreas del océano Índico, su mayor zona de reproducción. Por ello es también una de las zonas donde más cantidades de atunes se pescan, destinándose la mayor parte para exportación al mundo entero. Aparte de las especies más consumidas, como el atún claro o de aleta amarilla y el atún rojo o de aleta azul, abundan otras especies como el thunnus obesus, el atún rayado y el atún blanco o bonito del norte. Por otro lado, la abundancia en especies más pequeñas de atunidos, como la melva, el auxis rochei rochei y el bonito, permite a los millones de habitantes del Triángulo de coral tener asegurada su supervivencia alimentaria.

### Tortugas marinas
El Triángulo de coral contiene 6 de las 7 especies conocidas de tortuga marinas: la tortuga láud, la tortuga verde, la tortuga carey, la tortuga olivacea, la tortuga boba y la tortuga Natator depressus. Las regiones con mayor presencia de tortugas marinas son el norte de la península de Doberai, las islas Nueva Georgia (Islas Salomón) y la provincia de Morobe (Papúa Nueva Guinea). Pero se estima que cada años 7700 tortugas marinas mueren en Indonesia, capturadas en redes de pesca de gambas y atunes.

### Cetáceos
Diversas clases de cetáceos recorren el Triángulo de coral: ballenas como la ballena azul y el cachalote, pero también focénidos, delfines y el dugong dugon, en vía de extinción.

## Galería

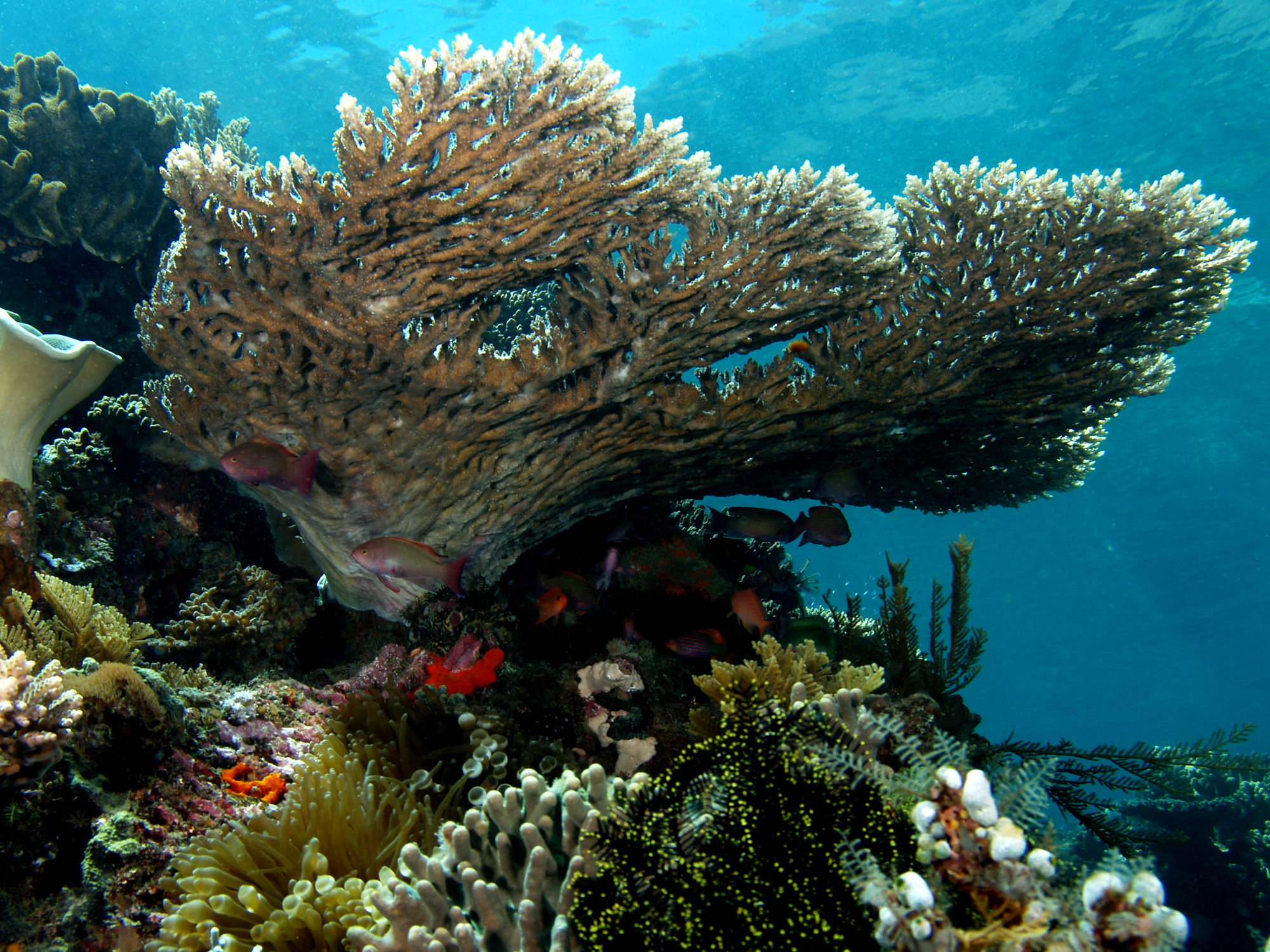
Acropora latistella, coral formador de arrecifes
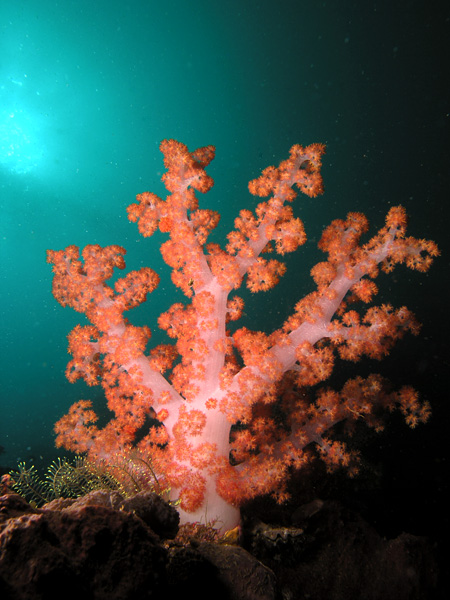
Coral rosado, Dendronephthya klunzingeri
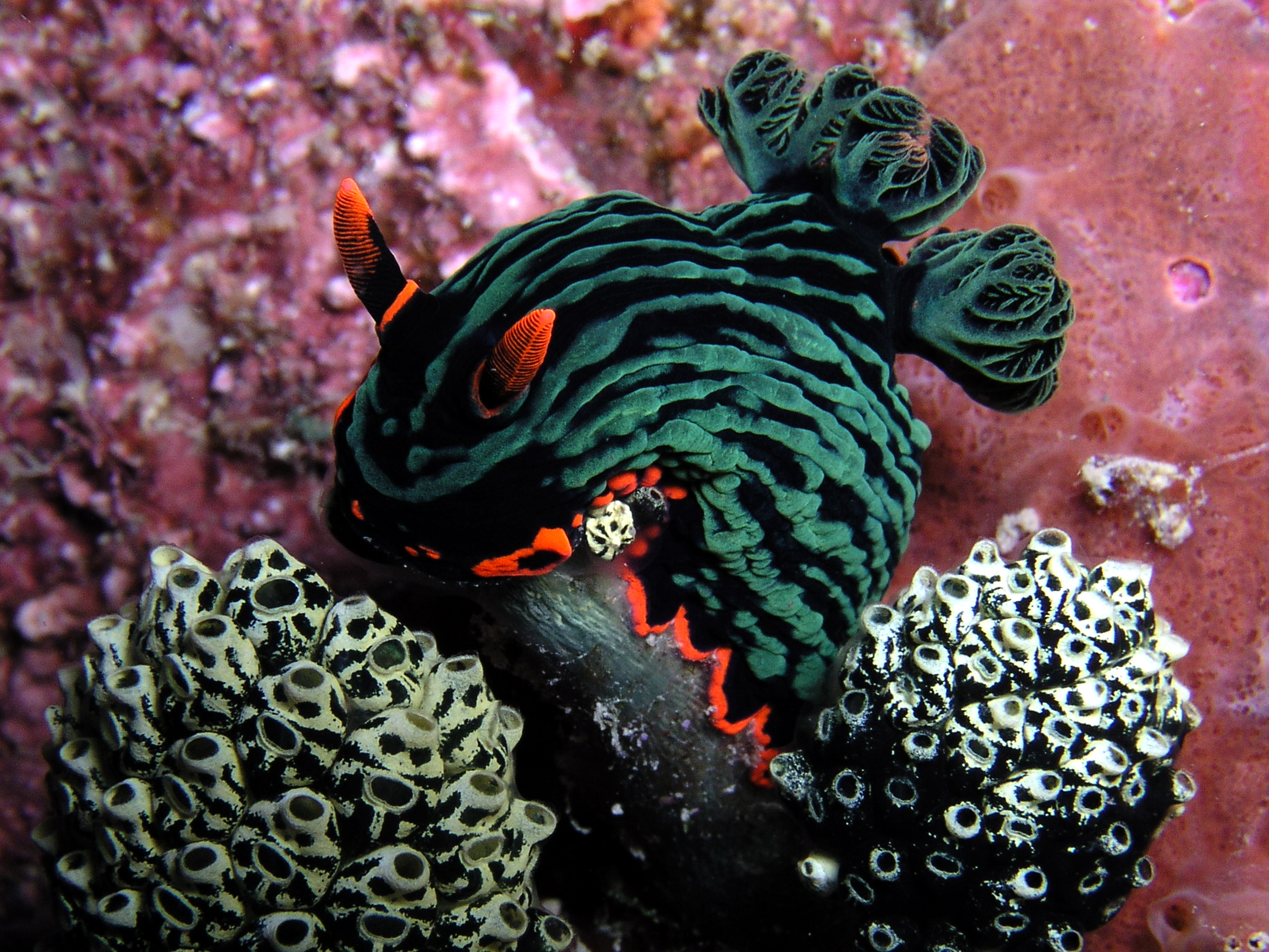
Caracol desnudo Nembrotha kubaryana
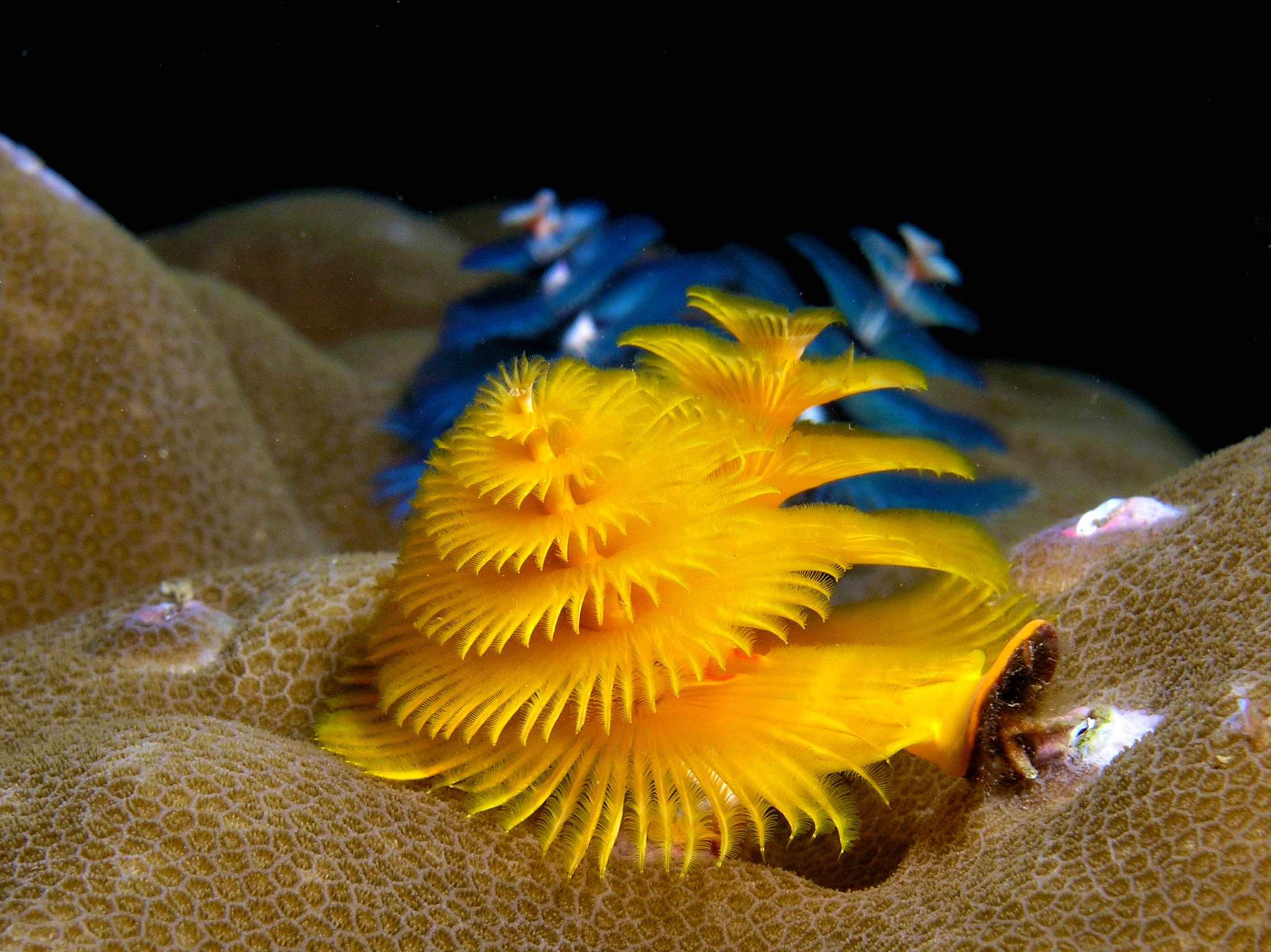
Máscara de pincel de mar  Spirobranchus giganteus
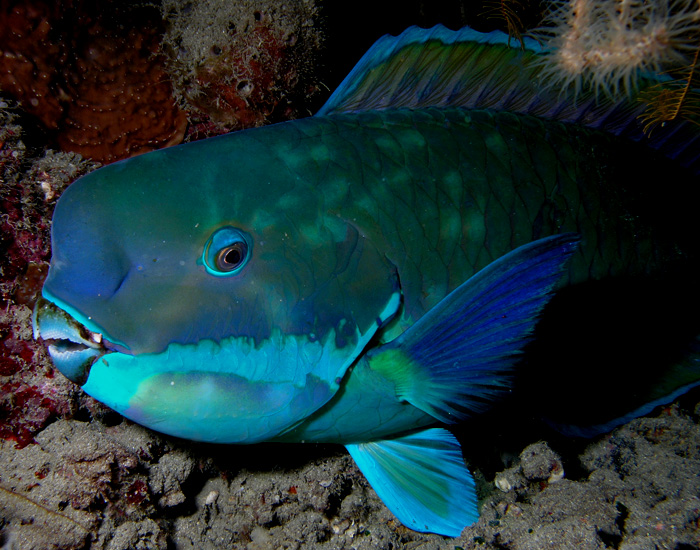
Pez loro  Chlorurus microrhinos
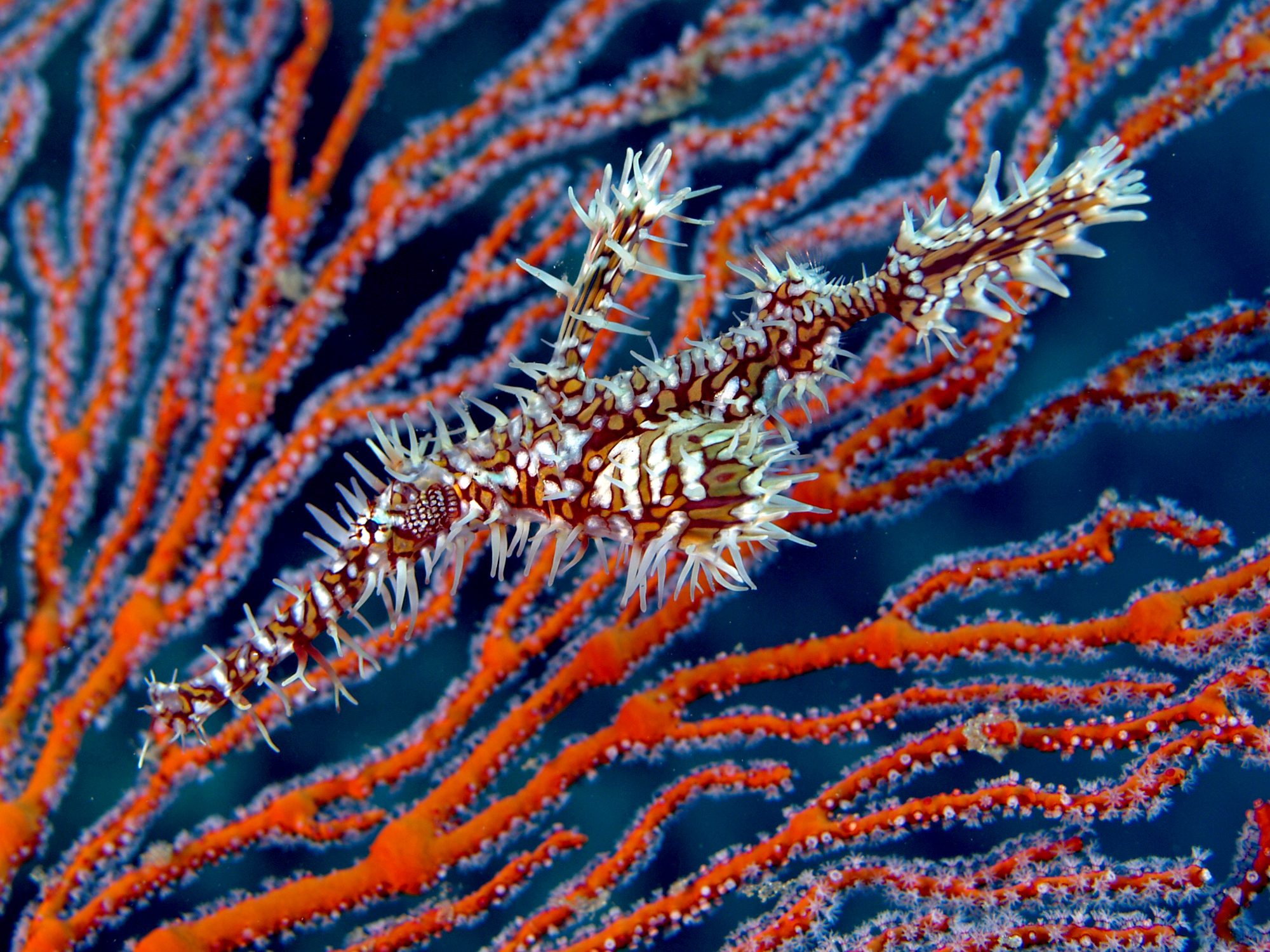
Pez nariz de tubo, Solenostomus paradoxus
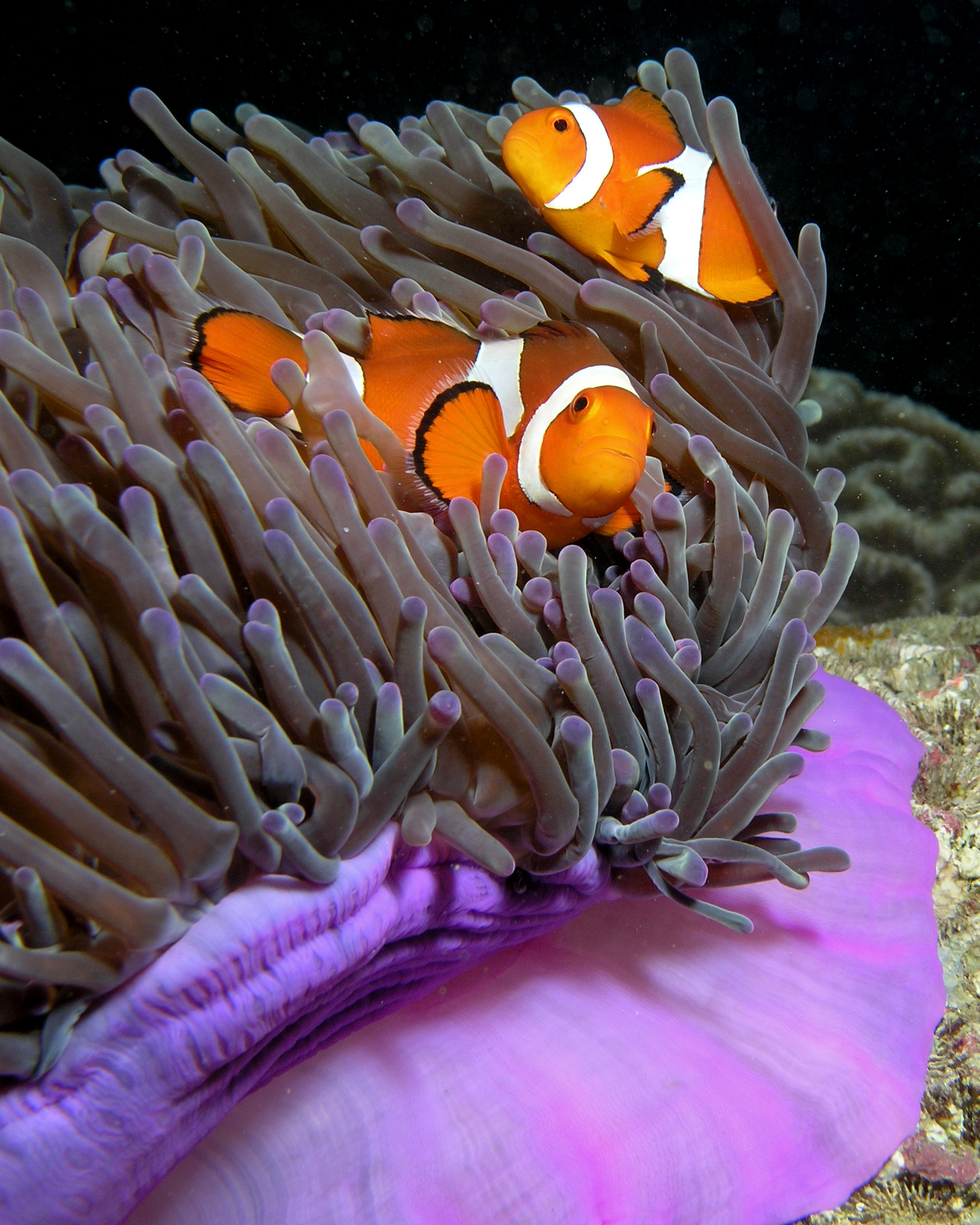
Pez payaso Amphiprion ocellaris y anemonanémona de mar, Heteractis magnifica
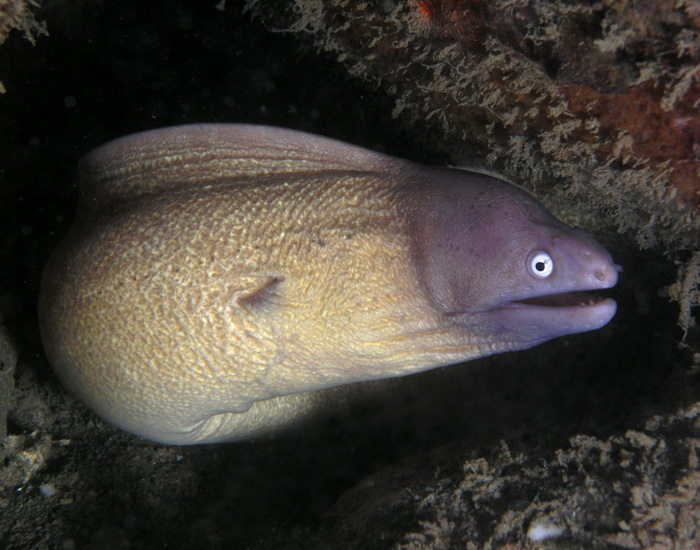
Morena Gymnothorax thyrsoideus

## Amenazas y protección medioambientales
Muchas amenazas pesan sobre el Triángulo de coral, que hacen peligrar no solo su supervivencia sino también la seguridad alimentaria de las poblaciones costeras que viven de sus recursos marinos:
- la sobrepesca y los métodos de pesca no sostenible (pesca con cianuro, con dinámita, etc.)
- la sobreexplotación y destrucción de las zonas costeras con fines comerciales (eliminación de los manglares para la explotación maderera, las plantaciones agrícolas y los criaderos de gambas)
- la elevación de la temperatura de los mares y la contaminación de las aguas (eutrofización, turbidez, acidificación) que provocan, entre otras consecuencias, el blanqueo de los arrecifes coralinos

A iniciativa del presidente Yudhoyono de Indonesia, los gobiernos de los seis países del Triángulo crearon en 2007 el Coral Triangle Initiative on Coral Reefs, Fisheries, and Food Security (CTI-CFF) ("Iniciativa del Triángulo de coral para los arrecifes de coral, la pesca y la seguridad alimentaria"), una asociación multilateral cuyo propósito es preservar la biodiversidad marina y la seguridad alimentaria de los habitantes del Triángulo de coral, así como luchar contra los efectos del cambio climático en la región. Con ocasión de la Conferencia mundial sobre los océanos, celebrada en mayo de 2009 en Manado, Indonesia, estos países firmaron un acuerdo para poner en marcha planes de protección del Triángulo de coral, y medidas destinadas a asegurar un desarrollo económico sostenible de la región.
Para apoyar a estos gobiernos, las organizaciones conservacionistas Conservation International, The Nature Conservancy y World Wildlife Fund se unieron para crear el Coral Triangle Support Partnership (CTSP), con fondos de USAID. Aparte de los programas que cada una de estas organizaciones lleva a cabo en lugares específicos del Triángulo de coral, trabajan con CTI-CFF para elaborar políticas, para gestionar la pesca de manera sostenible, para el establecimiento de áreas marinas protegidas y para enseñar a los habitantes del Triángulo a adaptarse a las consecuencias del cambio climático.